# Мать Степана Разина
Мать Степана Разина (Казачка Разина) — безымянный фольклорный персонаж. Упоминается в песне «Поход Разина на Яик», в плаче матери Разина, известном по записям Пушкина.
Близкими к фольклору создали литературный образ матери Разина Максим Горький (киносценарий «Степан Разин»), Степан Злобин (роман «Степан Разин»). Горький вывел образ казачки, хранительницы казачьих устоев, 

Подчеркнул фигуру матери, которая, конечно, знала роль казаков в эпоху «смуты» 1606 — 13 годов, знала и то, что Михаил Романов был выбран на царство под давлением казачества.
  (из собственных примечаний).

## Пушкинская запись
Плач матери Разина записал первый собиратель разинского фольклора — Александр Сергеевич Пушкин в Бердской станице (сейчас — село Берды, Оренбургская область) 19 сентября 1833 года от И. А. Бунтовой. «В деревне Берде, где Пугачев простоял 6 месяцев, имел я une bonne fortune — нашел 75-летнюю казачку, которая помнит это время, как мы с тобою помним 1830 год. Я от неё не отставал, виноват: и про тебя не подумал. Теперь надеюсь многое привести в порядок, многое написать и потом к тебе с добычею», писал Александр Пушкин супруге (2-го октября 1833 года из Болдино).

Когда разлился Яик, тела поплыли вниз. Казачка Разина, каждый день прибредши к берегу, пригребала палкою к себе мимо плывущие трупы, переворачивая их и приговаривая
— "Ты ли, Степушка, ты ли, мое детище? не твои ли черны кудри свежа вода моет? — Но видя, что не он, тихо отталкивала тело и плакала. —
В Берде от старухи.
— http://feb-web.ru/feb/pushkin/serial/v36/v36-434-.htm
Известно, что Пушкин собственноручно записал песнь о сыне Разине («Песня о сыне Сеньки-Разина»).
Марк Константинович Азадовский в статье «Пушкин и фольклор» (1937 год) выделил, что 

этот плач является совершенно уникальным в русской фольклористике и, по существу, еще мало оценен исследователями.— http://feb-web.ru/feb/pushkin/serial/v37/v372152-.htm
Плач выведен Пушкиным в печатной редакции «Истории Пугачева» (гл. 3 и примечания к гл. 2 и 5) и в «Капитанской дочке» (гл. 7 и 9), в черновых «Записях Оренбургских».
В середине декабря 1833 первые пять глав «Истории Пугачева» Пушкин представил Николаю I. В конце января 1834 возвращена Историографу с императорскими пометами, о казачке Разиной и её сыне Степушке, на правом поле рукописи было помечено: «Лучше выпустить, ибо связи нет с делом».
Так и поступил Пушкин, вычеркнув фамилию Разина и перенеся предание в примечания.
После Пушкина образ Матери Разина вошел отечественную литературу.
Снова пришли времена, когда, того и гляди, новая, страшнейшая, пугачевщина начнется. Вот и боюсь я, что опять наши казачки, как мать Разина, к Дону выходить будут и, пригребая трупы, плывущие по реке, говорить: «Ох, не ты ли, Стёпушка мой, не твои ли чёрные кудри свежа вода моет?».

## Песня
В другом фольклорном произведении «Поход Разина на Яик» мать Степана Разина — вдова, у которой родился сын Степан. В разинский фольклор включен популярный сюжет рождения без отца сына, будущего правителя страны.
У нас-то было на батюшке на тихим Дону,

Во славном было во городе у нас во Черкасске,

Жила-была у нас тут благочестивая вдова.

Не имела-то она, братцы, бескорыстного греха,

А нынче вдова себе сына родила.

Пошла слава по всему нашему тихому Дону.

## Исторические прототипы
До недавнего времени считалось, что Степан Разин в записи плача матери — исторический анахронизм, либо ошибка редактора.

В «Истории Пугачевского бунта» Пушкин рассказывает: — «Тела убитых под Татищевой поплыли мимо крепостей. В Озерной старая казачка каждый день бродила над Яиком, клюкою пригребая к берегу плывущие трупы и приговаривая: „Не ты ли, мой Степушка? Не твои ли чёрны кудри свежа вода моет“? И, видя лицо незнакомое, тихо отталкивала труп».

Редактор сочинений Пушкина П. А. Ефремов сочинил когда-то удивительное примечание: — «Старая казачка—мать Ст. Разина». Таким образом, Разин оказался современником и сподвижником Пугачева, XVII век смешался с XVIII-м, и сто лет русской истории полетели к чорту! Открытие Ефремова «вошло в науку». Его повторил, без указания источника, знаменитый плагиатор-рецидивист П. Морозов в обоих своих изданиях сочинений Пушкина. Нетрудно догадаться, откуда взялся тут Разин. Его подсказало, конечно, имя безвестного казака— «Степушка». Если бы старуха искала «Сашеньку», комментаторы писали бы: — «Старая казачка—мать Александра Македонского».
Оренбургский краевед С. А. Попов обнаружил в декабре 1976 в местном архиве документальное известие о Степане Разине в ревизской переписи казаков Уральского войска за 1834 год. В нём был записан 82-летний отставной казак Степан Андреевич Разин, живший с семьёй в Кинделинском форпосте вблизи Илецкой станицы. Позже в других архивах нашлись документы о самом яицком казаке Степане Разине, так и о его однофамильцах (а, возможно, предках), служивших с начала XVIII века в рядах Яицкого казачьего войска.
У песенного образа матери Разина-вдовы есть историческая параллель — названная мать Матрёна Говоруха, казненная в ноябре 1670  («вора Стеньки Разина мать названая вдова Матренка Говоруха, отсечена ей голова»).